# Metropolia Abudży
Metropolia Abudży – jedna z 9 metropolii kościoła rzymskokatolickiego w Nigerii. Została ustanowiona 26 marca 1994.

## Diecezje
- Archidiecezja Abudży
  - Diecezja Gboko
  - Diecezja Idah
  - Diecezja Katsina-Ala
  - Diecezja Lafia
  - Diecezja Lokoja
  - Diecezja Makurdi
  - Diecezja Otukpo

## Metropolici
- kard. John Olorunfemi Onaiyekan (od 1994)